# Pierre de Lacombe
Pour les articles homonymes, voir Lacombe.
Pierre de Lacombe (1868-1933) est un général français, colonel d’artillerie durant la Première Guerre mondiale.

## Biographie
Fils d'un capitaine d'artillerie détaché à l'École d'application de l'artillerie et du génie, Pierre Gaston de Lacombe naît à Metz le 8 mai 1868. Son père opte, en son nom, pour la nationalité française, le 4 mai 1872. Pierre de Lacombe réussit polytechnique en 1888. Élève de l’École d'application de l'artillerie et du génie en 1889, Lacombe est affecté au 11e Régiment d’artillerie avec le grade de lieutenant en second en octobre 1890. Promu premier lieutenant en octobre 1893, il est affecté au 37e Régiment d’artillerie. En 1896, il est affecté à l’état-major, où il passe capitaine en second en mars 1897. De 1904 à 1907, Lacombe sert dans le 5e Régiment d’artillerie, où il est promu capitaine en premier. Affecté au 30e Régiment d’artillerie, Pierre Lacombe reçoit la Légion d'honneur en juillet 1909, avant d’être nommé chef d’escadron en septembre 1910. En 1912, il est affecté à l’État-major de l’Armée, où il sert toujours lorsque la Première Guerre mondiale éclate. Pierre de Lacombe passe lieutenant-colonel en novembre 1914. Il est affecté au 11e Régiment d’artillerie en juillet 1916, puis au 53e Régiment d’artillerie, où il est promu colonel en janvier 1917. Sa conduite au front lui vaut une nouvelle promotion dans la légion d’honneur, le 30 septembre 1918. Après la guerre, Pierre de Lacombe fait partie de l'armée d'occupation à Wiesbaden, avant de tenir garnison à Caen. Enfin, en 1925, il est promu général de brigade. Peu après sa promotion, Pierre de Lacombe demande à être retiré des cadres d’activités. Pierre de Lacombe s’éteindra le 5 mai 1933 dans le 7e arrondissement de Paris.

## Distinctions
- Chevalier de la Légion d'honneur (décret du 11/07/1909)[3];
- Officier de la Légion d'honneur (arrêté du 30/09/1918)[3];
- Croix de guerre française (1918);
- Croix de guerre italienne (1918);
- Chevalier de l'ordre militaire de Savoie (1918) ;